# 苏必利尔 (亚利桑那州)
苏必利尔（英語：Superior）是美国亚利桑那州皮纳尔县下属的一座城鎮。面积约为1.94平方英里（约合5平方公里）。根据2010年美国人口普查，该市有人口2,837人，人口密度为1,463.10/平方英里。